# Рушниця Пакла

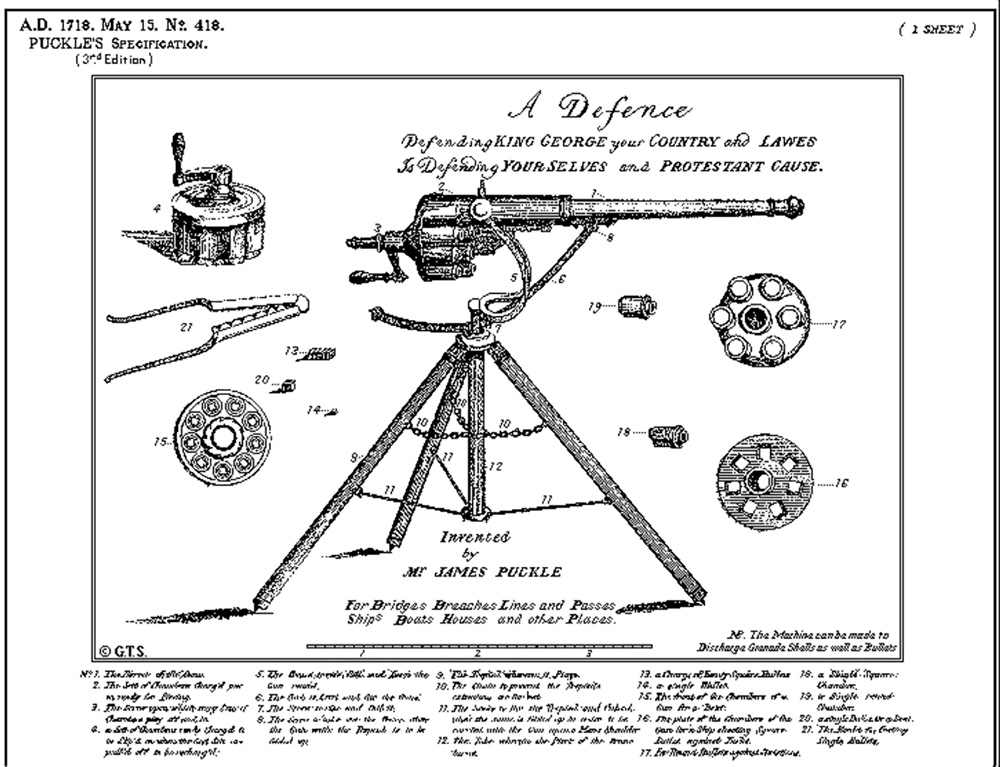
Рушниця Пакла. Показані циліндри для круглих і квадратних куль. Ілюстрація з патенту 1718 року.

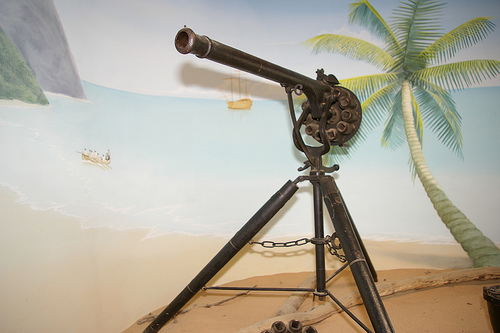

Рушниця Пакла — перша офіційно запатентована працездатна швидкострільна вогнепальна зброя — прообраз кулемета.

## Історія

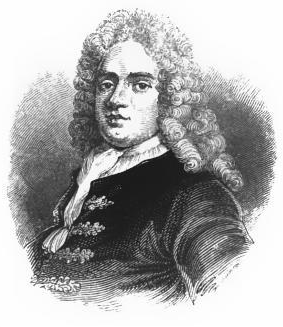
Джеймс Пакл

На початок XVIII століття в Європі вже склалися певні традиції у військовій справі для тактики піхоти і кавалерії. Зокрема, лінійна піхота, озброєна кременевими мушкетами вельми низької швидкострільності (з яких можна було встигнути зробити не більше 4-х пострілів в хвилину), була змушена діяти в щільному строю. Крім того, такий стрій (лінії стрільців, виставлені в прямокутник або каре) міг забезпечити деякою мірою захист від атак кавалерії, але, в будь-якому випадку, один стрілець зазвичай міг встигнути вистрілити всього один раз до моменту зіткнення його підрозділу з кавалерією противника. Обидва ці моменту визначили подальший напрям розвитку вогнепальної зброї: розробка ефективних засобів ураження щільного строю ворожої піхоти і захист власної піхоти від атак кавалерії. Першими технологічними проривами в цьому напрямку були винахід картечі для артилерії і багатоствольних гармат. Однак усіх проблем це не вирішило — артилерія була неповоротким, важким родом військ. Крім того, картеч швидко зношувала стволи гармат. Було потрібно щось більш легке і більш скорострільне.
Один з перших вдалих винаходів у цій галузі було зроблено англійським юристом з Лондона Джеймсом Паклом (англ. James Puckle). Свій новий винахід він запатентував 17 травня 1718 року як «рушницю Пакла». Вона являла собою поставлену на триногу звичайну одноствольну кремінну рушницю, але з 11-зарядним циліндричним барабаном. Кожен новий постріл проводився при повороті барабана, як в револьвері. Після витрачення боєзапасу барабана він замінювався на новий. Така конструкція дозволила добитися швидкострільності в дев'ять пострілів за хвилину. Бойовий розрахунок рушниці становив кілька людей. Рушницю передбачалося використовувати на кораблях для обстрілу абордажних команд.
Під час демонстрації зброї Пакл показав два варіанти виконання: з звичайними для тих років сферичними кулями і з кубічними. Сферичні передбачалося використовувати проти ворогів-християн, а кубічні, які, як вважалося, мали завдавати більше каліцтв, — проти ворогів-мусульман (в тому числі турків). Однак творіння Пакла не вразило його сучасників.
Слід зазначити, що до винаходу, з одного боку, капсулів і унітарних патронів, а з іншого, до появи машинного виробництва зброї, всі спроби створити швидкострільну ручну зброю не виправдовували себе: така зброя була дорогою, складною у виробництві і конструктивно ненадійною (зокрема, ненадійний запірний механізм у револьверів і переломних рушниць); до того ж кременева револьверна система не звільняла від необхідності після кожного пострілу підсипати затравку на полицю, що не давало можливості досягти справжньої шидкострільності.
Надалі для збільшення швидкострільності індивідуальної зброї інженерна думка йшла в основному в напрямку вдосконалення рушничного замка аж до появи капсулів, а пізніше — унітарних набоїв, коли на зміну замку прийшов уже ударно-спусковий механізм.